# 1949 v športu
1949 v športu. 

## Avto - moto šport
- 500 milj Indianapolisa: slavil je Bill Holland, ZDA, z bolidom Deidt/Offenhauser, za moštvo Lou Moore[1]

## Kolesarstvo
- Tour de France 1949: Fausto Coppi, Italija
- Giro d'Italia: Fausto Coppi, Italija

## Košarka
- NBA: Minneapolis Lakers slavijo s 4 proti 2 v zmagah nad Washington Capitols[2]
- EP 1949: 1. Egipt, 2. Francija, 3. Grčija[3]

## Tenis
- Moški: 
  - Odprto prvenstvo Avstralije: Frank Sedgman, Avstralija[4]
  - Odprto prvenstvo Anglije - Wimbledon: Ted Schroeder, ZDA[5]
- Ženske: 
  - Odprto prvenstvo Avstralije: Doris Hart, ZDA[6]
  - Odprto prvenstvo Anglije - Wimbledon: Louise Brough Clapp, ZDA[7]
- Davisov pokal: ZDA slavi s 4-1 nad Avstralijo[8]

## Hokej na ledu
- NHL - Stanleyjev pokal: Toronto Maple Leafs slavijo s 4 proti 0 v zmagah nad Detroit Red Wings
- SP 1949: 1. Češkoslovaška, 2. Kanada, 3. ZDA[9]

## Rojstva
- 2. januar: Vladimir Lutčenko, ruski hokejist
- 13. januar: Jurij Blinov, ruski hokejist
- 17. januar: Marie-France Jean-Georges, francoska alpska smučarka
- 2. februar: Branko Dolhar, slovenski smučarski skakalec in športni funkcionar
- 22. februar: Niki Lauda, avstrijski dirkač formule 1
- 22. februar: Olga Morozova, ruska tenisačica
- 2. marec: Isabelle Mir, francoska alpska smučarka
- 21. marec: Erica Skinger, ameriška alpska smučarka
- 20. april: Aleksander Malcev, ruski hokejist
- 26. april: Carlos Bianchi, argentinski nogometaš in trener
- 3. maj: Annerösli Zryd, švicarska alpska smučarka
- 11. maj: Håkan Pettersson, švedski hokejist († 2008)
- 8. junij: Jurij Fjodorov, ruski hokejist
- 24. julij: Christina »Kiki« Cutter, ameriška alpska smučarka
- 8. avgust: Bernadette »Berni« Rauter, avstrijska alpska smučarka
- 15. avgust: Ivan Boldirev, kanadski hokejist srbskega rodu
- 9. oktober: Penny McCoy, ameriška alpska smučarka
- 19. oktober: Vladimir Kravcov, sovjetski rokometaš
- 20. oktober: Valerij Borzov, ukrajinski atlet
- 26. oktober: Zoran Slavnić, srbski košarkar in trener
- 26. oktober: Jacqueline Rouvier-Lyon, francoska alpska smučarka
- 1. november: Florence Steurer-Penz, francoska alpska smučarka
- 14. november: Karen Annette Budge-Eaton, ameriška alpska smučarka
- 18. november: Ted Sator, ameriški hokejist in trener

## Smrti
- 31. januar: Lisa Resch, nemška alpska smučarka, (* 1908)
- 20. marec: Helen Homans McLean, ameriška tenisačica (* 1878 ali 1879)